# Santa Maria d'Avià
Santa Maria d'Avià és una església situada a la població d'Avià (comarca del Berguedà), protegida com a bé cultural d'interès local.
Consta com una donació al monestir de Sant Llorenç prop Bagà, l'any 983 en l'acta de la consagració d'aquest. Va mantenir el caràcter parroquial fins al 1312. En l'actualitat depèn de l'església de Sant Martí d'Avià.

## Edifici
La construcció romànica data de mitjan segle xii. Consta d'una sola nau amb un absis semicircular de similars mesures d'alçada i amplada que la nau. Té una coberta de volta de canó de mig punt que és reforçada per dos arcs torals. Presenta quatre finestres: una al centre de l'absis, dos al mur sud i una al mur oest, totes amb dos arcs de mig punt, a l'interior monolític i l'extern adovellat. La porta d'entrada la formen dos arcs en gradació de mig punt. El campanar és de cadireta de dos ulls, i no s'aprecia exteriorment cap classe d'ornamentació.
El parament és de carreus de pedra disposats en filades sense desbastar i deixats a la vista. L'absis és completament llis, semicircular i cobert amb volta de quart d'esfera col·locat a llevant de l'església. Als peus de l'església hi ha un camapanar d'espadanya amb dos ulls. Està cobert a dues aigües amb teula àrab.
A l'interior de l'església s'hi pot veure una còpia del frontal d'altar de la primera meitat del segle xiii, l'original del qual es conserva al Museu Nacional d'Art de Catalunya. Presideix el compartiment central la figura de la Verge i el Nen i als extrems de la taula, escenes de la vida del Nen Jesús i la Mare de Déu.

## Història
Les primeres notícies documentals d'Avià corresponen a l'acta de consagració de l'església parroquial de Sant Martí, veïna a la de santa Maria, del 907. El lloc fou repoblat en època de Guifré el Pelós (878) i fou un dels principals nuclis de la població del baix Berguedà. Al segle xii el lloc d'Avià i, concretament, el mas de Santa Maria fou fortificat per Arnau de Preixens, bisbe d'Urgell i enemic del trobador Guillem de Berguedà, senyor de gran quantitat de terres properes a Santa Maria d'Avià. L'església de Santa Maria fou parròquia, segons es dedueix d'una visita del canonge d'Urgell Galceran Sacosta el 1312, on s'explica que l'església estava dotada de sis lliures anuals. Posteriorment fou absorbida per la parròquia de Sant Martí i passà a formar part dels dominis de Sant Llorenç prop Bagà.
Durant la Guerra Civil (1936- 1939) fou destruïda. El 1973 els serveis de restauració de la Diputació Provincial de Barcelona la restauraren, i fou reoberta al culte el 14 de maig del mateix any. Santa Maria d'Avià té uns goigs antics dedicats a la Mare de Déu, que també era coneguda com la Mare de Déu de la Llet, i uns de més nous escrits per mn. Climent Forner.

## Galeria

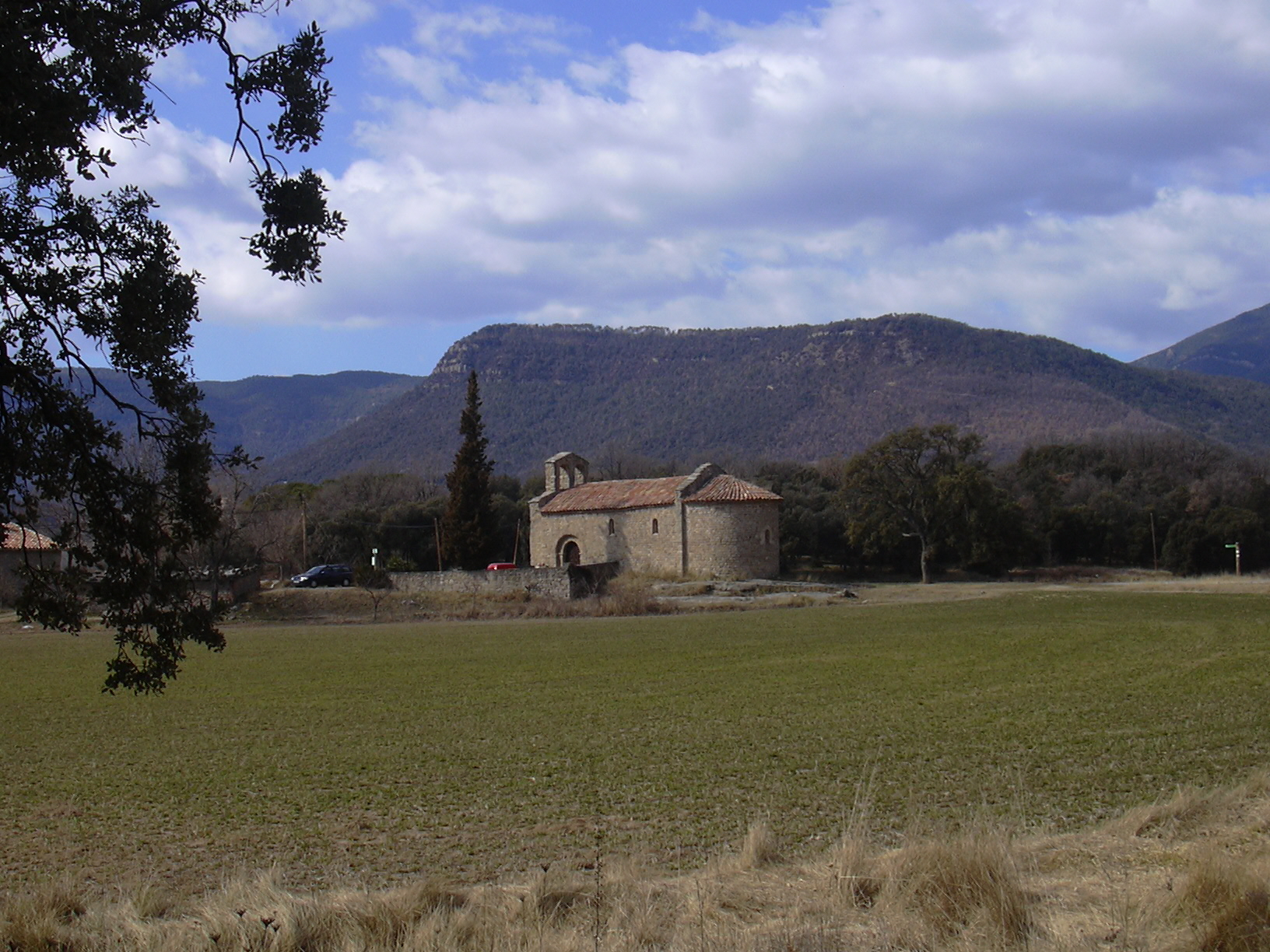
Vista des de lluny.
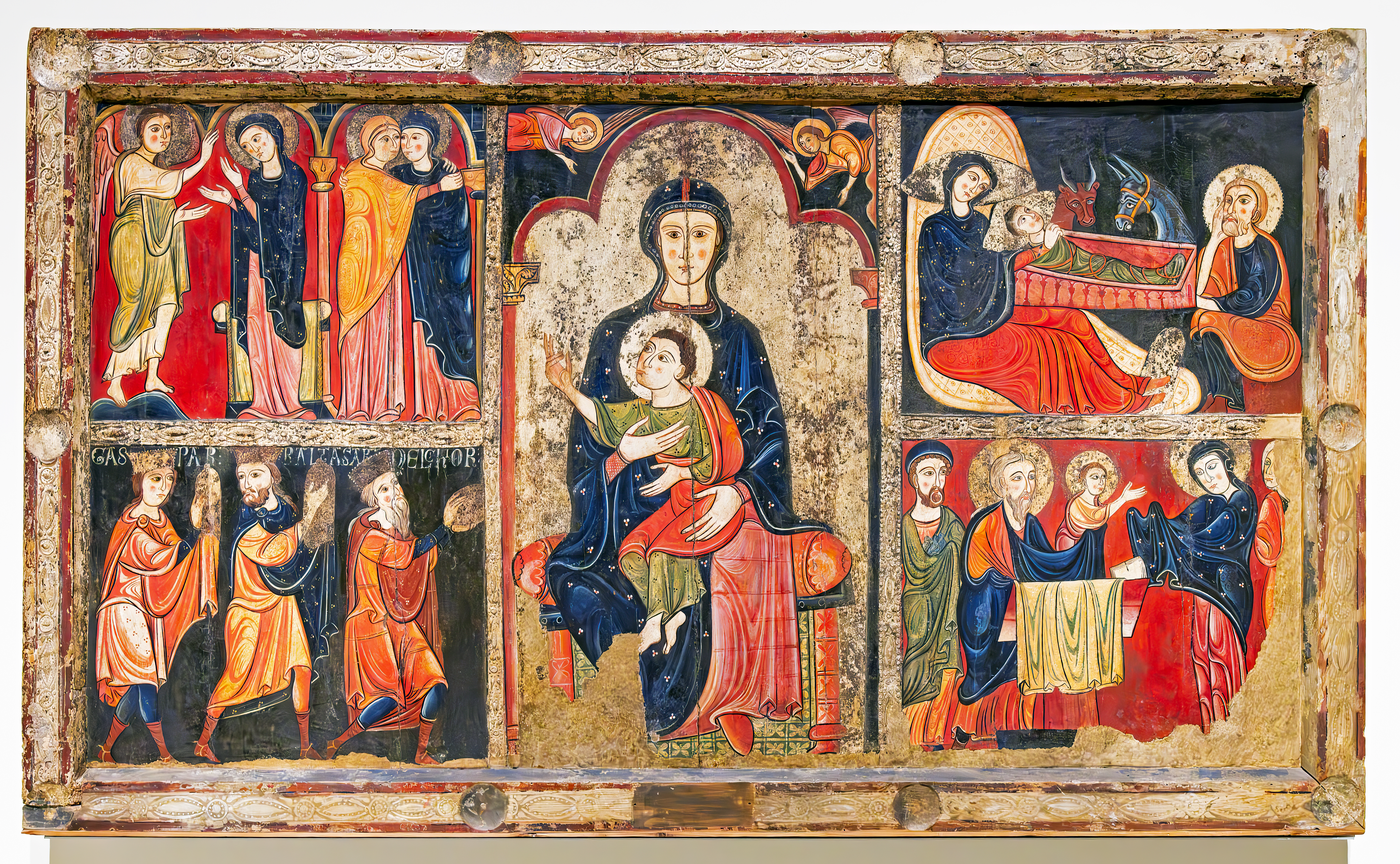
Frontal d'Avià, actualment al MNAC
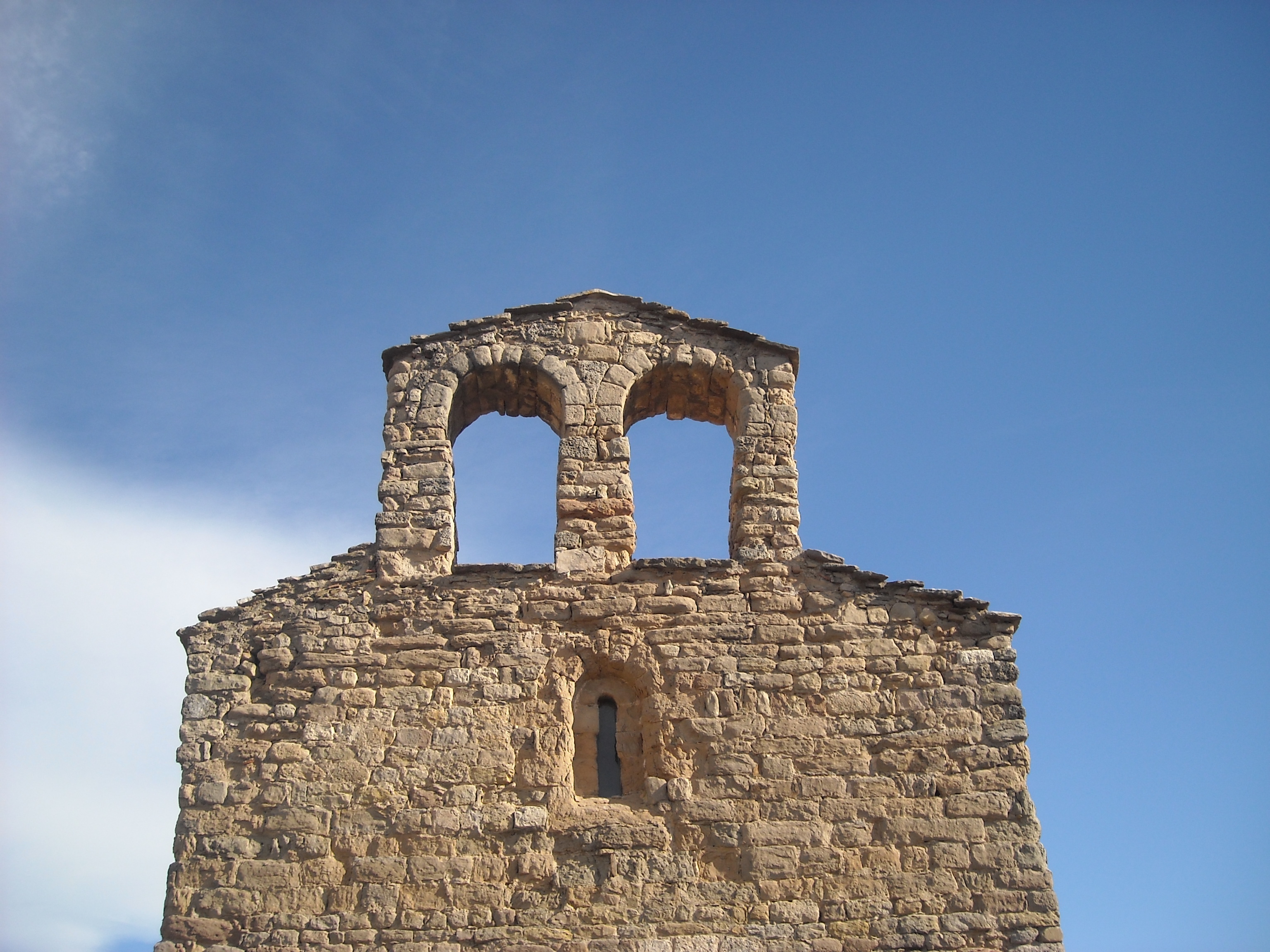
Vista frontal, amb el campanar.